# Clodoveo Carrión
Pour les articles homonymes, voir Carrion.
Clodoveo Carrión Mora (1883–1957) est un paléontologue et naturaliste équatorien, considéré comme l'un des plus prolifiques et érudits de son pays au XXe siècle.

## Ouvrages
- Carrión, C., 1930. El chirimoyo - anona chrimolia -. Revista del Colegio Bernardo Valdivieso (Loja) IV(5), 313-316.
- Carrión, C., 1934. Contribución a la Paleontología. Revista Universitaria (Loja) II(2-3), 150-161.
- Carrión, C., 1935a. Breves consideraciones sobre la Paleontología de la Provincia de Loja. Revista del Colegio Bernardo Valdivieso (Loja) 1(1), 313-316.
- Carrión, C., 1935b. Estudios cientíificos: insectos fósiles en la Hoya de Loja. Revista Mediodía, CCE (Loja) 11, 1-14.